# 1-Brompropan
1-Brompropan ist eine organisch-chemische Verbindung aus der Gruppe der Bromkohlenwasserstoffe.

## Darstellung
1-Brompropan erhält man aus 1-Propanol durch Umsetzung mit Bromwasserstoffsäure (HBr) in Gegenwart von konzentrierter Schwefelsäure.
{\displaystyle \mathrm {C_{3}H_{7}OH+HBr\longrightarrow C_{3}H_{7}Br+H_{2}O} }
Als Bromierungsreagenz kann auch Phosphortribromid verwendet werden.

## Eigenschaften
1-Brompropan ist eine leichtentzündliche, leicht flüchtige, farblose Flüssigkeit mit chloroformartigem Geruch, welche schwer löslich in Wasser ist. Beim Erhitzen zersetzt sie sich, wobei unter anderem Bromwasserstoff entsteht. Sie reagiert heftig mit Aluminium und Alkalimetallen. Die Verbindung hat ein Ozonabbaupotential von 0,02 bis 0,10.

### Sicherheitstechnische Kenngrößen
1-Brompropan bildet leicht entzündliche Dampf-Luft-Gemische. Die Verbindung hat einen Flammpunkt bei −10 °C. Der Explosionsbereich liegt zwischen 3,4 Vol.‑% (170 g/m3) als untere Explosionsgrenze (UEG) und 9,1 Vol.‑% (465 g/m3) als obere Explosionsgrenze (OEG). Die Zündtemperatur beträgt 490 °C. Der Stoff fällt somit in die Temperaturklasse T1.

## Verwendung
In der organischen Synthese wird 1-Brompropan als Alkylierungsmittel für Amine, Phosphine, Alkohole und Thiole verwendet. Es ist ein Edukt bei Friedel-Crafts-Alkylierungen, Grignard-Reaktionen und anderen metallorganischen Reaktionen.

## Sicherheitshinweise und gesetzliche Regelungen
1-Brompropan wurde im Dezember 2012 aufgrund seiner Einstufung als reproduktionstoxisch (Reprod. 1B) in die Kandidatenliste der besonders besorgniserregenden Stoffe (Substance of very high concern, SVHC) aufgenommen.
Im Juni 2017 wurde 1-Brompropan danach in das Verzeichnis der zulassungspflichtigen Stoffe mit dem Ablauftermin für die Verwendung in der EU zum 4. Juli 2020 aufgenommen. Es wurde auch eine neurotoxische Wirkung beschrieben.